# Largeasse
Largeasse és un municipi francès situat al departament de Deux-Sèvres i a la regió de la Nova Aquitània. L'any 2007 tenia 729 habitants.

## Demografia

### Població
El 2007 la població de fet de Largeasse era de 729 persones. Hi havia 308 famílies de les quals 72 eren unipersonals (32 homes vivint sols i 40 dones vivint soles), 132 parelles sense fills, 84 parelles amb fills i 20 famílies monoparentals amb fills.
La població ha evolucionat segons el següent gràfic:
Habitants censats

### Habitatges
El 2007 hi havia 365 habitatges, 309 eren l'habitatge principal de la família, 33 eren segones residències i 23 estaven desocupats. 360 eren cases i 5 eren apartaments. Dels 309 habitatges principals, 232 estaven ocupats pels seus propietaris, 72 estaven llogats i ocupats pels llogaters i 5 estaven cedits a títol gratuït; 6 tenien dues cambres, 31 en tenien tres, 78 en tenien quatre i 194 en tenien cinc o més. 281 habitatges disposaven pel capbaix d'una plaça de pàrquing. A 161 habitatges hi havia un automòbil i a 130 n'hi havia dos o més.

### Piràmide de població
La piràmide de població per edats i sexe el 2009 era:
| Homes | Edats   | Dones |
| ----- | ------- | ----- |
| 0     | 95 o +  | 0     |
| 0     | 90 a 94 | 0     |
| 4     | 85 a 89 | 0     |
| 12    | 80 a 84 | 8     |
| 20    | 75 a 79 | 28    |
| 28    | 70 a 74 | 32    |
| 40    | 65 a 69 | 32    |
| 4     | 60 a 64 | 16    |
| 24    | 55 a 59 | 20    |
| 24    | 50 a 54 | 20    |
| 16    | 45 a 49 | 20    |
| 48    | 40 a 44 | 16    |
| 20    | 35 a 39 | 40    |
| 20    | 30 a 34 | 12    |
| 16    | 25 a 29 | 28    |
| 24    | 20 a 24 | 4     |
| 40    | 15 a 19 | 24    |
| 28    | 10 a 14 | 40    |
| 16    | 5 a 9   | 20    |
| 24    | 0 a 4   | 4     |

## Economia
El 2007 la població en edat de treballar era de 427 persones, 303 eren actives i 124 eren inactives. De les 303 persones actives 286 estaven ocupades (164 homes i 122 dones) i 17 estaven aturades (4 homes i 13 dones). De les 124 persones inactives 58 estaven jubilades, 38 estaven estudiant i 28 estaven classificades com a «altres inactius».

### Ingressos
El 2009 a Largeasse hi havia 301 unitats fiscals que integraven 719,5 persones, la mediana anual d'ingressos fiscals per persona era de 14.791 €.

### Activitats econòmiques
Dels 22 establiments que hi havia el 2007, 1 era d'una empresa alimentària, 2 d'empreses de fabricació de material elèctric, 2 d'empreses de fabricació d'altres productes industrials, 3 d'empreses de construcció, 3 d'empreses de comerç i reparació d'automòbils, 1 d'una empresa de transport, 1 d'una empresa d'hostatgeria i restauració, 2 d'empreses financeres, 1 d'una empresa immobiliària, 4 d'empreses de serveis, 1 d'una entitat de l'administració pública i 1 d'una empresa classificada com a «altres activitats de serveis».
Dels 5 establiments de servei als particulars que hi havia el 2009, 1 era un taller de reparació d'automòbils i de material agrícola, 1 paleta, 1 guixaire pintor, 1 perruqueria i 1 restaurant.
Dels 2 establiments comercials que hi havia el 2009, 1 era una botiga de més de 120 m² i 1 una fleca.
L'any 2000 a Largeasse hi havia 51 explotacions agrícoles que ocupaven un total de 2.046 hectàrees.

## Equipaments sanitaris i escolars
L'únic equipament sanitari que hi havia el 2009 era una ambulància.
El 2009 hi havia una escola elemental.

## Poblacions més properes
El següent diagrama mostra les poblacions més properes.